# Jörgen Pettersson (politiker)
Jörgen Pettersson, född 17 januari 1965, är en åländsk politiker (Åländsk Center). Han är talman i Ålands lagting sedan 2024 och har varit ledamot av lagtinget sedan 2011.